# Fertilisation of Orchids

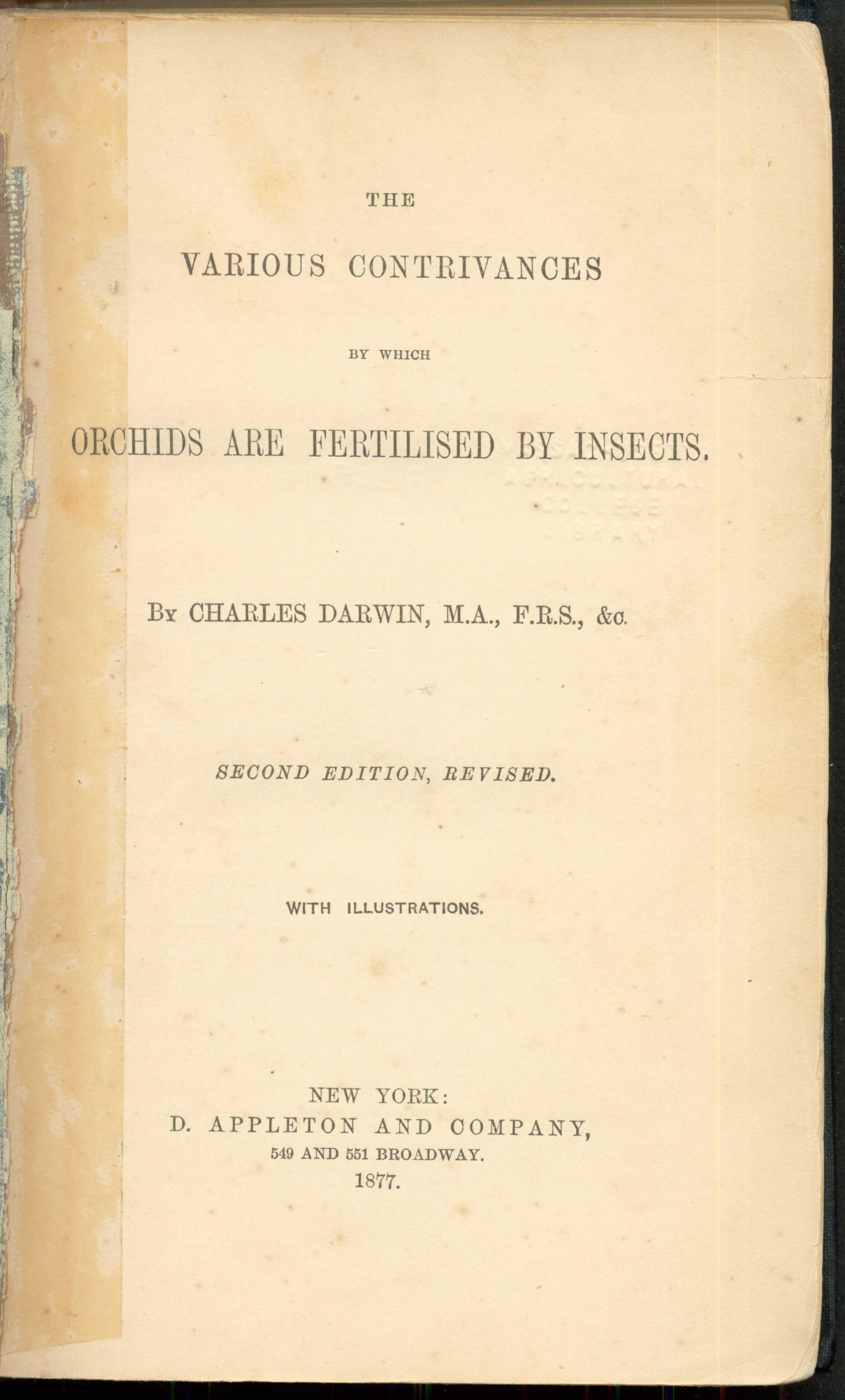
Fertilisation of Orchids - On the Various Contrivances by Which British and Foreign Orchids Are Fertilised by Insects, and On the Good Effects of Intercrossing

Fertilization of Orchids é um livro do naturalista inglês Charles Darwin publicado em 15 de maio de 1862 sob o título explicativo completo sobre os vários artifícios pelos quais orquídeas britânicas e estrangeiras são fertilizadas por insetos e sobre os bons efeitos do cruzamento. O livro anterior de Darwin, A Origem das Espécies, mencionou brevemente interações entre os insetos e as plantas que eles fertilizaram, e essa nova ideia foi explorada em detalhes. Estudos de campo e investigações científicas práticas que inicialmente eram uma recreação para Darwin — um alívio do trabalho penoso da escrita — evoluíram para experiências agradáveis e desafiadoras. Auxiliado em seu trabalho por sua família, amigos e um amplo círculo de correspondentes em toda a Grã-Bretanha e em todo o mundo, Darwin aproveitou a moda contemporânea para o cultivo de orquídeas exóticas.
O livro foi sua primeira demonstração detalhada do poder da seleção natural e explicou como as relações ecológicas complexas resultaram na coevolução de orquídeas e insetos. Foi expressa a opinião de que o livro levou direta ou indiretamente a todos os trabalhos modernos sobre coevolução e a evolução da especialização extrema. Influenciou os botânicos e reavivou o interesse pela ideia negligenciada de que os insetos desempenhavam um papel na polinização das flores. Abriu as novas áreas de estudo de pesquisa de polinização e ecologia reprodutiva, diretamente relacionadas às ideias de Darwin sobre evolução, e apoiou sua visão de que a seleção natural levou a uma variedade de formas através dos importantes benefícios alcançados pela fertilização cruzada. Embora o público em geral mostrasse menos interesse e as vendas do livro fossem baixas, ele estabeleceu Darwin como um dos principais botânicos. Orquídeas foi o primeiro de uma série de livros sobre suas investigações inovadoras em plantas.
O livro descreve como a relação entre insetos e plantas resultou nas formas belas e complexas que a teologia natural atribuiu a um grande designer. Ao mostrar como as adaptações práticas se desenvolvem a partir de pequenas variações cumulativas de partes das flores para atender a novos propósitos, Darwin rebateu a visão predominante de que belos organismos eram obra de um Criador. As observações minuciosas de Darwin, experimentos e dissecação detalhada das flores explicaram características anteriormente desconhecidas, como o quebra-cabeça de Catasetum, que se pensava ter três espécies completamente diferentes de flores na mesma planta. Além disso, eles produziram previsões testáveis, incluindo sua então controversa proposta de que o longonectário de Angraecum sesquipedale significava que deveria haver uma mariposa com uma probóscide igualmente longa. Isto foi confirmado em 1903 quando Xanthopan morganii praedicta foi encontrado em Madagascar.

## Links extern0s
- The Complete Works of Charles Darwin Online dá acesso online aos escritos de Darwin: veja «Darwin Online: Fertilisation of Orchids». Consultado em 31 de julho de 2009 para links para as edições em inglês, francês e alemão do livro.
- The Darwin Correspondence Project é a fonte usada para cartas, publicadas online após sua publicação impressa, conforme explicado em Darwin Correspondence Project » The Correspondence of Charles Darwin. Ver também Correspondência de Charles Darwin.